# Cô gái xấu xí
Cô gái xấu xí (traducido literalmente como «Fea niña») es una serie dramática de Vietnam del año 2008 de la televisión en forma conjunta por VTV, con y la producción de Film Company Inglés, con 176 capítulos, dirigida por Nguyen Minh Chung. Además, esta fue exitosa y protagonizada por Nguyễn Ngọc Hiệp y Chi Bảo, también se llevó los especiales de Lan Phương, Bình Minh, Phi Thanh Vân, Đức Hải y Minh Thuận. Esta es una de las versiones de la telenovela colombiana, Yo soy Betty la fea, protagonizada por Ana Maria Orozco y Jorge Enrique Abello en 1999.

## Historia
Huyền Diệu, es una chica inteligente, buena, decisiva, honesta de buena educación, que es una maestra de las finanzas. Pero esta tiene el defecto caracterizado de ser mal producida, se nota en sus aparatos o frenos en los dientes, sus anteojos por problemas de la miopía, Su cabello dividido y su manera de vestir. Esta no tuvo suerte en encontrar trabajo, pues la rechazaban por mirarla físicamente y no ver su clara inteligencia. Afortunadamente para esta muchacha, fue directora de la empresa de moda SBBT, que realiza lo posible para sacarla de los conflictos y hacerla prosperar.
En una entrevista de trabajo, Huyền asiste para un puesto de secretaria, y esta compite la entrevista con Phương Trinh, una mujer que la desprecia por sus defectos. Pero Phương queda deslumbrada al escucharla entrevista de Huyền, pues esta realizó muchos cursos, tiene mucha mentalidad en finanzas y sabe otros lenguajes aparte del Vietnamita. Huyền es maltratada por muchas personas, pero esta se enamora de An Đông, el hijo del presidente de la empresa SBBT. Este la utiliza por su inteligencia, para sacarle información del trabajo y dejarla en la calle. An Đông planea tener una relación con Huyền, para utilizarla y lograr sus propósitos, y le envía regalos, tarjetas y la lleva siempre a jugar a las cartas y este quiere gastar el dinero en sus ocurrencias y vender la empresa a los acreedores a un beneficio.. Pero An Đông, está comprometido con Mai Lan, y esta pareja ha tenido problemas difíciles últimamente. Huyền descubre las cartas y se da cuenta de la falsedad y la mentira que le provocó An Đông.
Esta decide tomar una decisión para cambiar su vida, y se va de viaje por una temporada a respirar aire fresco, tranquilizarse, olvidar el pasado y vuelve de una forma muy cambiada, su carácter es más fuerte y su imagen es de una mujer bella. Mai Lan, que es una mujer de fuerte carácter, decide terminar con An Đông, pues esta se da cuenta de que ninguno se corresponden.
Al final las cosas cambian para Huyền Diệu, pues esta se convierte en la directora de la empresa y se acaban los conflictos, rencor y odio hacia An Đông.

## Reparto
- Nguyễn Ngọc Hiệp - Huyền Diệu "Protagonista"
- Chi Bảo - An Đông "Protagonista"
- Lan Phương - Mai Lan "Villana Antagónica"
- Bình Minh - Tiến Mạnh
- Phi Thanh Vân - vai Phương Trinh
- Lý Anh Tuấn - Đăng Dương
- Trịnh Kim Chi - Chị Huyền Thư
- Đức Hải - Hùng Long
- Minh Thuận - Ninh Lâm
- Cát Tường - Sâm
- Lê Giang - Thanh
- Quỳnh Trang - San San
- Minh Khuê - Hương
- Phi Phụng - Bà Tâm
- Thúy Uyên - Vân
- Nguyễn Hồng Ân - Michael Tiến
- Xuân Thùy - Thảo My
- Nguyễn Thanh Vân - Cẩm Linh
- Đức Thịnh - Phê